# Before the flood three
『Before the flood three』（ビフォー・ザ・フラッド・スリー）は、a flood of circleのライブ・アルバム。

## 概要
- 2008年8月22日に行われた新宿LOFTでのライブを中心に収録したライブ・アルバム。
  - 〈a flood of circle presents“What's Going On Sp1”〉 出演：a flood of circle / sleepy.ab / STAN　DJ：TOYO-P (JVC FORCE) / イーグル藤田 (The Grasshopper set)[1]
- 10月に「Before the flood one」、11月に「Before the flood two」として2曲入りライブ・シングルをタワーレコード限定でリリースしたのち、このライブ・アルバムがリリースとなった[2]。
- Before the flood は〈嵐の前に〉という意味[2]。
- 「プシケ」ではメンバー紹介もそのまま入っており、オリジナルのメンバー紹介を聴くことができる[2]。

## 収録曲
1. シーガル -
2. 泥水のメロディー -
3. エレクトリック　ストーン -
4. ロシナンテ  -
5. Red Dirt Boogie -
6. ブラックバード  -
7. プシケ -
8. 象のブルース -